# Neozavrelia fuldensis
Neozavrelia fuldensis is een muggensoort uit de familie van de dansmuggen (Chironomidae). De wetenschappelijke naam van de soort is voor het eerst geldig gepubliceerd in 1954 door Ernst Josef Fittkau.